# LIFE (ET-KINGのアルバム)
『LIFE』（ライフ）は、日本のJ-POPグループであるET-KINGのメジャー7枚目のアルバム。発売元はBARIKI。

## 解説
ET-KINGの代表曲を手掛けたNAOKI-Tがフルプロデュースし、発売3か月前に病気でこの世を去ったリーダーいときんが全曲に参加した最後のアルバム。
メンバーのTENNが亡くなり、更にリーダーのいときんが闘病中にET-KINGが思っていることを歌詞にしたため、自ずと人生や命に関するものが増えていき、アルバムタイトルは「LIFE」となった。
OSAKA ROOTSのバンド・ヴァージョンで再録音した「新恋愛」や、結婚して家族が増えたメンバーが周りの大事な人への広い意味でのラブソングを収録。
初回限定盤には2017年末、ツアーファイナルのアンコール映像を収録したDVD付。

## 収録曲
DISC 1.[CD] Studio
- 5以外は編曲: NAOKI-T

1. ど真ん中(3:59)
作詞: ET-KING
作曲:NAOKI-T 、 ET-KING
2. こっちこい(4:22)
作詞: ET-KING
作曲:NAOKI-T 、 ET-KING
結婚して家族が増えたメンバーが周りの大事な人への広い意味でのラブソング
3. wonder for life(4:13)
作詞: ET-KING
作曲:NAOKI-T 、 ET-KING
4. なんかいいね(5:18)
作詞:いときん、KLUTCH
作曲:NAOKI-T 、 ET-KING
5. 新恋愛 (played by OSAKA ROOTS)(5:21)
作詞: ET-KING
作曲:NAOKI-T 、 ET-KING
編曲:OSAKA ROOTS 、 NAOKI-T
 OSAKA ROOTSのバンド・ヴァージョンで再録音
6. 春の雨 (interlude)(2:30)
作詞:TENN
作曲:NAOKI-T 、 TENN
7. メッセージ(4:32)
作詞: ET-KING
作曲:NAOKI-T 、 ET-KING

DISC 2.[DVD] Live
1. 巡り会いの中で
2. 新恋愛
3. ギフト meets OSAKA ROOTS

＜初回限定盤＞［CD+DVD］

＜通常盤＞　　［CD］